# Вятич (компания)
«Вя́тич» — российская пивоваренная компания, расположенная в городе Киров, одна из старейших в регионе. Завод был открыт в 1903 году немецким пивоваром-технологом Карлом Отто Шнайдером.

## История

### Дореволюционный период
В 1895 году немецкий пивовар-технолог, саксен-мейнингенский подданный Карл-Август Отто Шнейдер прибывает в Петербург, где работает на местном пивоваренном заводе. Через некоторое время, он получил приглашение от владельцев Слободского пивоваренного завода, купцов Александровых — и переехал в Вятскую губернию.
В 1903 году Шнейдер прибывает в Вятку и регистрирует «Товарищество Вятского пивоваренного завода К. О. Шнейдер и Г. Н. Шмелева».
Завод был оборудован современной импортной техникой. Предприятие могло выпускать в год по 500 тысяч вёдер. К зданию имелись подъездные железнодорожные пути, была создана автономная система водоснабжения. При заводе имелась собственная котельная и паровой завод. К концу 1907 года его предприятие произвело сто тысяч вёдер пива и стало мощным конкурентом заводу Александровых в Слободском.
Для более эффективного освоения рынка, к 1911 году Шнейдером были открыты 2 пивных ресторана и 20 пивных лавок.
Предприятие поставляло пиво в Нижний Новгород, Москву, Санкт-Петербург, Мейнинген и Берлин. Ассортимент выпуска основной продукции к 1914 году составлял 16 сортов пива.
Начало первой мировой войны привело к прекращению деятельности завода. В 1914 году состоялось совещание представителей правительственных и общественных учреждений, которое постановило о закрытии всех питейных заведений вплоть до окончания войны. Вскоре губернатором и вовсе была запрещена торговля пивом. В связи с этими событиями, а также усиливающимися антинемецкими настроениями, Карл Отто Шнейдер принял решение выйти из Товарищества завода и вернуться в Германию. До конца своих дней он хотел вновь посетить родной завод.

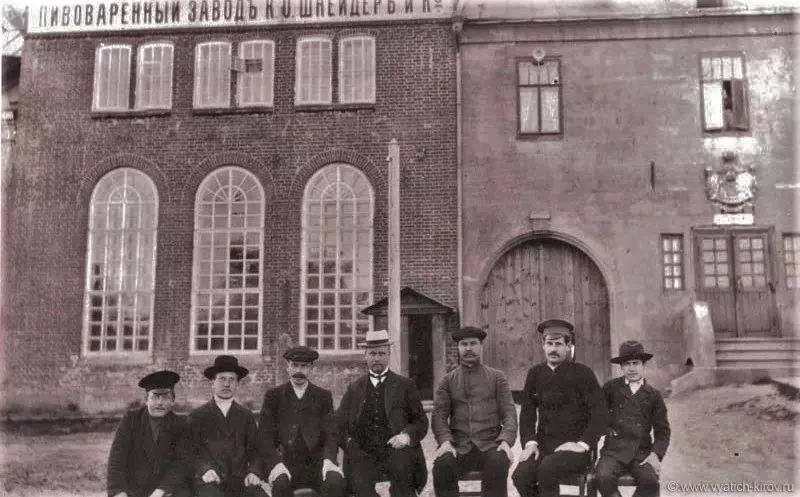
Завод во второй половине 1900-х годов
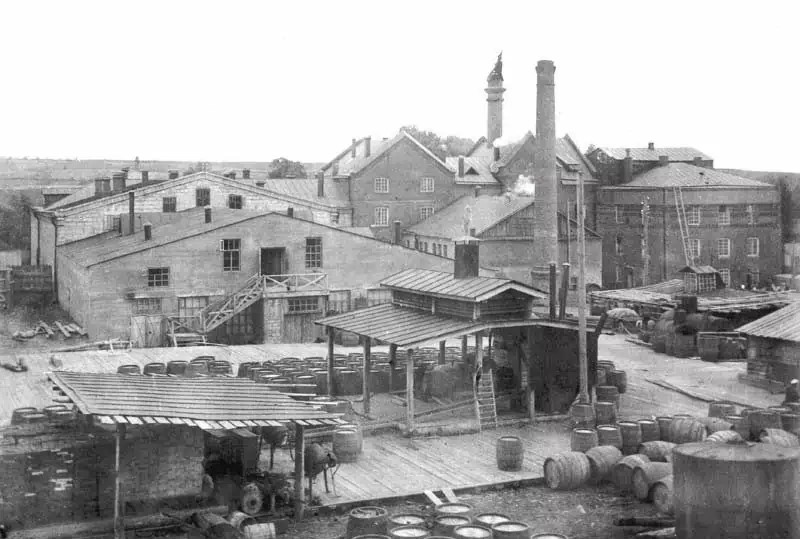
Завод в 1920-х годах
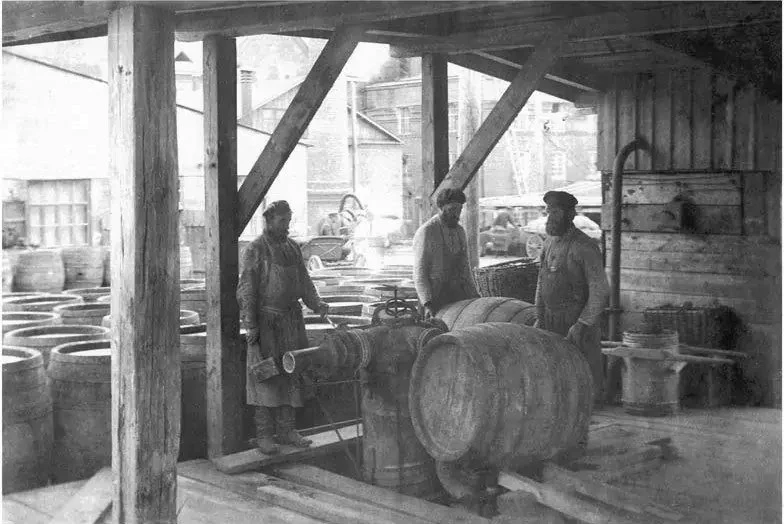
Осмолка пивных бочек

### Советский период
После революции, в 1918 году, предприятие было национализировано.
В 1921 году был восстановлен как государственный пивной завод, с 1922 года продолжился выпуск пивной продукции. Расширяя объемы производства, завод в 1924 году приобрел новую солодовню, были оборудованы новая мойка и подвал для транспортирования бочек, а 1925 году — сборный бассейн для воды ёмкостью 2000 литров, завершилась прокладка водопровода и паропровода. В течение 1920-х годов завод приблизился по объёму выпускаемой продукции к дореволюционным показателям.
Во время Великой Отечественной войны завод начинает выпускать квас и газированные воды. В 1943 годы был запущен цех безалкогольных напитков.
К 1955 году выпуск пива составил 600 тыс. дал, в том числе 20 % — бутылочного и 80 % — бочкового. Пиво наливали полуавтоматом в бутылки по 300—350 ящиков, а бочкового 150—200 дал в день, а к 1960 году выпуск пива доведен до 1250 тыс. дал в год, в том числе 50 % — бутылочное и 50 % — в бочки.

### Современный этап
В 90-е годы завод, по признанию его нынешнего генерального директора Н. В. Курагина, был в плохом состоянии: «Завод в то время представлял собой печальное зрелище, по большей части он состоял из оборудования и цехов 1903 года — советская власть не особо модернизировала.» У руководства завода и области были планы продать его иностранным инвесторам, однако вскоре после того как те отказались, появилась идея сдать оборудование завода на металлолом и сделать на его месте оптовую базу.
Положение производственной базы предприятия улучшилось после встречи руководства завода с баварским принцем Луитпольдом (членом баварского королевского дома Виттельсбахов, владельцем König Ludwig Schlossbrauerei, который убедил немецких промышленников дать без процентов, без залога, в рассрочку оборудование для «Вятича».
В 1991 году было начато строительство нового производственного здания.
В 1999 году компанией запущена сеть пивных баров, пабов и ресторанов в Кирове.
В 2001—2002 годах была произведена полная реконструкция варочного цеха. После ремонта в варочном цехе были заменены старые, в основном еще дореволюционные котлы на новые современные импортные.
С 2005 года завод стал проводить экскурсии по производству.
На протяжении длительного отрезка времени[сколько?][когда?] сбыт продукции предприятия более успешно осуществлялся в регионе производства, в то время как доступ к поставкам для федеральных торговых сетей был затруднён, что отрицательно сказывалось на объёмах продаж, регионах присутствия и финансовых показателях компании. В 2015 году ситуация несколько изменилась после пресс-конференции Путина, на которой журналист Владимир Маматов в прямом эфире попросил президента посодействовать в разрешении данного вопроса. После в вопросе доступа продукции на прилавки стало несколько легче, однако проблема присутствует и поныне.
В 2015—2018 годах была проведена крупномасштабная реконструкция квасного цеха.

## Собственники и руководство
Директора завода:
- Карл Отто Шнейдер (1903—1914 гг.)
- Шмелева Г. Н. (1914—1918 гг.)
- Кривошейкин Д. С. (1921—1929 гг.)
- Пасынков Степан Георгиевич (1929—1937 гг.).
- Кошконков Михаил Васильевич
- Черезов А. Г. (1950 −1953 гг.)
- Бергман Сергей Семенович
- Шмырин Сергей Иванович (1964—1969 гг)
- Худяков Анатолий Алексеевич (1969 −1977 гг.)
- Кирилловых (1977—1979 гг)
- Мамаев Борис Михайлович (1979 −1981 гг.)
- Родионов Олег Александрович (1981—1987 гг.)
- Москвин Николай Михайлович (1987—1998 гг.)
- Николай Витальевич Курагин (1998 — настоящее время)

## Деятельность
Производственная мощность предприятий «Вятича» — более 2 млн дал в год; всего компании принадлежат 27 пивных, 7 квасных и 10 марок безалкогольных напитков. Продажи осуществляются как в Кировской области, так и за ее пределами. Пивная и квасная продукция завода поставляется в зарубежные страны. «Вятский квас» отправляется в 16 стран мира. Продукция завода занимает примерно 30 % кировского рынка.

### Показатели деятельности
Численность персонала — около 320 человек.
По РСБУ выручка компании «Вятич» в 2023 году — примерно 1,613 млрд руб., чистая прибыль — 163,451 млн рублей.
Объём совокупных налоговых отчислений компании в бюджеты всех уровней и внебюджетные фонды в 2012 году составил 1,017 млн рублей.

## Торговые марки компании
Компания выпускает напитки под следующими торговыми марками:

### Вятич
- Вятич Классическое (алкоголь не менее 4,9 %)
- Вятич Нефильтрованное (алкоголь не менее 4,9 %)
- Вятич Столовое (алкоголь не менее 3,8 %)
- Вятич Столовое безалкогольное
- Вятич Бочковое (алкоголь не менее 4,5 %)
- Вятич Элитное (алкоголь не менее 5,4 %)
- Вятич Крепкое (алкоголь не менее 6,0 %)
- Вятич Жигулевское (алкоголь не менее 4,5 %)
- Вятич Жигулевское Экспорт (алкоголь не менее 4,7 %)
- Вятич Рижское (алкоголь не менее 4,9 %)
- Вятич Бархатное (алкоголь не менее 4,5 %)
- Вятич Ячменное (алкоголь не менее 4,5 %)
- Вятич Ячменное Золотое (алкоголь не менее 4,6 %)
- Вятич Зеленое (алкоголь не менее 5,9 %)
- Вятич Зеленое безалкогольное
- Вятич Летнее (алкоголь не менее 4,9 %)
- Вятич Летнее безалкогольное
- Вятич Безалкогольное
- Вятич Lite (алкоголь не менее 3,3 %)
- Вятич 1374 Юбилейное (алкоголь не менее 4,7 %)

### Трифон
- Трифон Pils (алкоголь не менее 4,9 %)
- Трифон Juice (алкоголь не менее 4,5 %)
- Трифон IPA (алкоголь не менее 5,9 %)
- Трифон APA (алкоголь не менее 5,5 %)
- Трифон Kriek (алкоголь не менее 4,5 %)
- Трифон Weizen (алкоголь не менее 4,9 %)
- Трифон Stout (алкоголь не менее 4,3 %)

### Karl Schneider
Производится по лицензии компании «Karl Schneider GMBH» из Мюнхена, Германия.
- Karl Schneider Weissbier (алкоголь не менее 4,9 %)

### Вятский квас
- Квас Хлебный
- Квас для окрошки
- Квас Домашний
- Квас горячий
- Вятский квас EXPORT
- Вятский квас Лесные ягоды
- Вятский квас Смородина

### Зяряженка от Паши Техника (энергетический напиток)
Производство началось в 2020 году после посещения блогером Пашей Техником завода «Вятич».

### Безалкогольные напитки
- Лимонад
- Дюшес
- Буратино
- Тархун
- Сибирское море
- Колокольчик

### Минеральные воды
- Живой дар
- Живой дар газированная
- Нижне-Ивкинская